# Christoph von Trotha

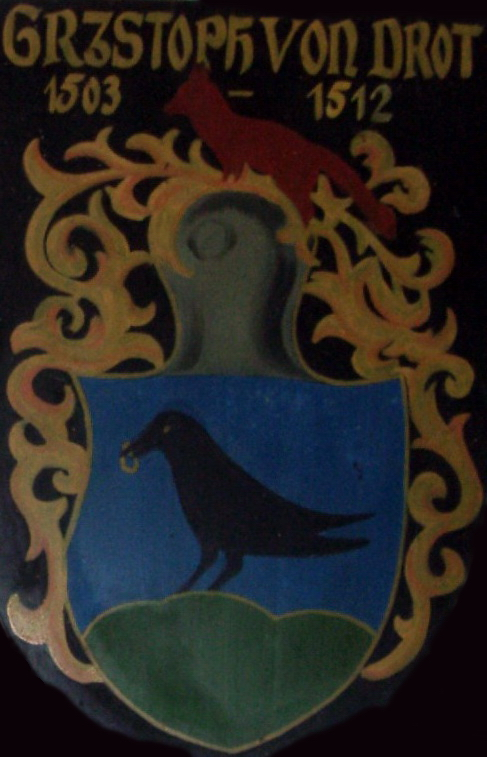
Wappen derer von Trotha

Christoph von Trotha (auch von Tratt, von Trott und ähnlich, * um 1490; † nach 9. November 1546) war ein Adliger aus der heutigen Südpfalz. Er wurde 1511 von Kurfürst Ludwig V. von der Pfalz mit Burg Berwartstein belehnt, die im südpfälzischen Teil des Wasgaus (heute Rheinland-Pfalz) liegt.

## Familie
Christoph war der Sohn des kurpfälzischen Marschalls Hans von Trotha (um 1450–1503) aus dem Adelsgeschlecht von Trotha. Beim Tod seines Vaters war er noch unmündig. Er ehelichte Margaretha, eine geborene Sturmfeder von Oppenweiler; mit ihr hatte er die Tochter Martha († 1536). Diese heiratete den elsässischen Adligen Friedrich von Fleckenstein. Da Christoph ohne männliche Nachkommen blieb, erlosch mit seinem Tod die Linie derer von Tratt auf Burg Berwartstein. Das Erbe fiel vertragsgemäß an seinen bereits verwitweten Schwiegersohn Friedrich von Fleckenstein, dem später der Beiname der Alte gegeben wurde, bzw. an dessen Sohn Hans von Fleckenstein.

## Leben
Als der Erbe seines Vaters erhielt Christoph 1511 von Kurfürst Ludwig von der Pfalz Burg Berwartstein im Wasgau zu erblichem Lehen sowie das Tal Grafendahn, jedoch ohne die Burg Grafendahn. Er stand bei dem Kurfürsten nicht mehr in der gleichen Gunst wie ehedem sein Vater bei Kurfürst Philipp. So musste er 1511 die Dörfer Niederschlettenbach und Bobenthal, die sein Vater zu Lehen getragen hatte, obwohl sie mit dem Stift Weißenburg strittig waren, dem Stift zurückgeben.
Im folgenden Jahr 1512 beendete ein Vertrag die langjährigen Streitigkeiten, die sein Vater auch wegen vieler anderer Punkte mit dem Stift Weißenburg gehabt hatte. Die Zerwürfnisse mit dem Stift Klingenmünster blieben auch unter Christoph bestehen. 1543 regelte ein neuer Lehensvertrag, der das Vorwerk Klein-Frankreich und Burg Grafendahn beinhaltete, dass Christophs Schwiegersohn Friedrich von Fleckenstein und dessen Sohn Hans im Lehen nachfolgen würden, falls Christoph ohne männliche Erben bleiben sollte.
1544 war Christoph Vogt von Weißenburg. Am 9. November 1546 wurden der edle ehrenfeste Cristofel von Trath und sein Tochtermann Friedrich von Fleckenstein der Alte als Zeugen eines Vertrags vermerkt. Wohl nicht lange danach sind beide verstorben; denn im Jahr 1549 folgte Hans von Fleckenstein seinem Großvater Christoph und seinem Vater Friedrich als Lehensträger nach.

Besitztümer
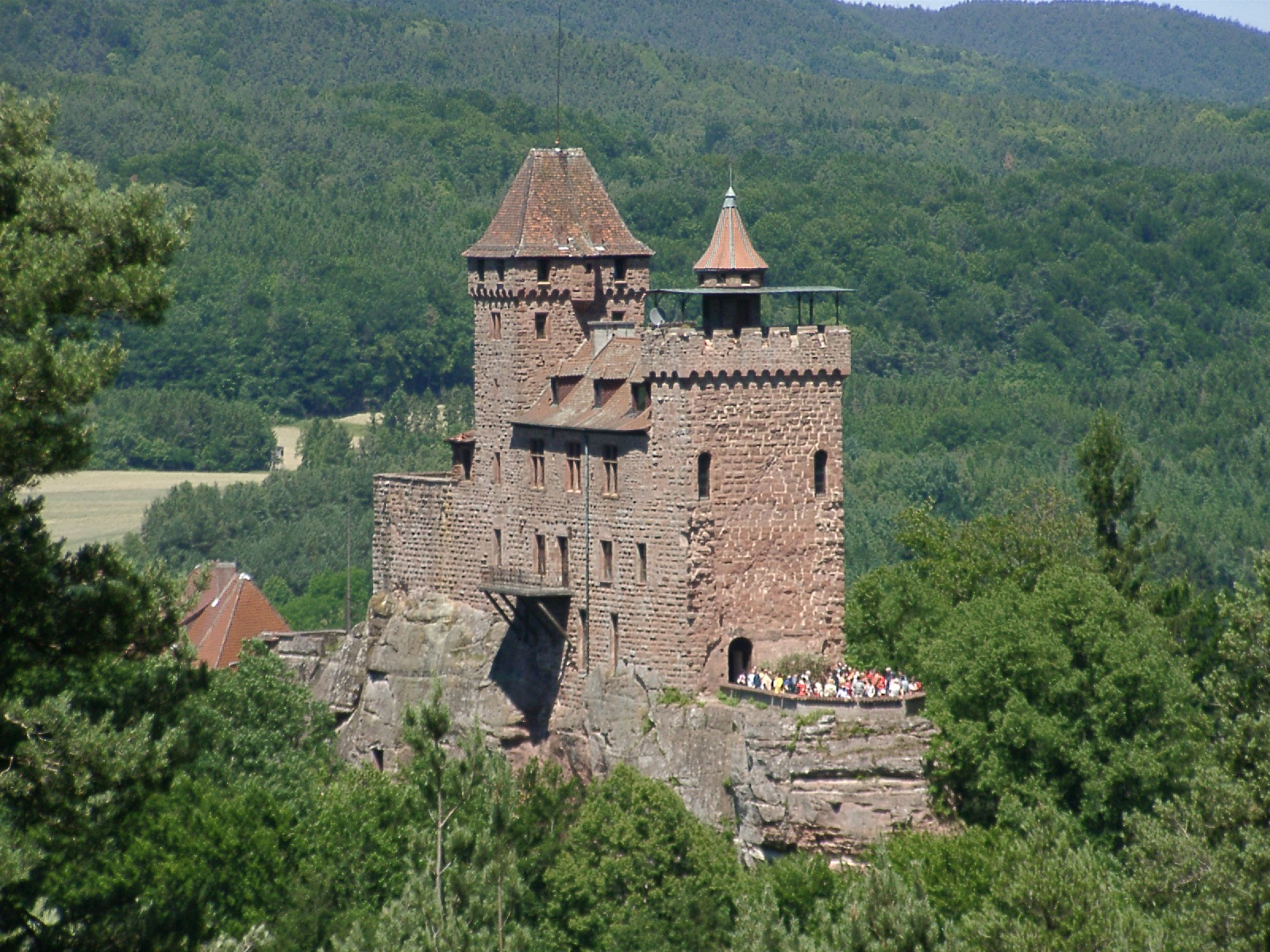
Burg Berwartstein
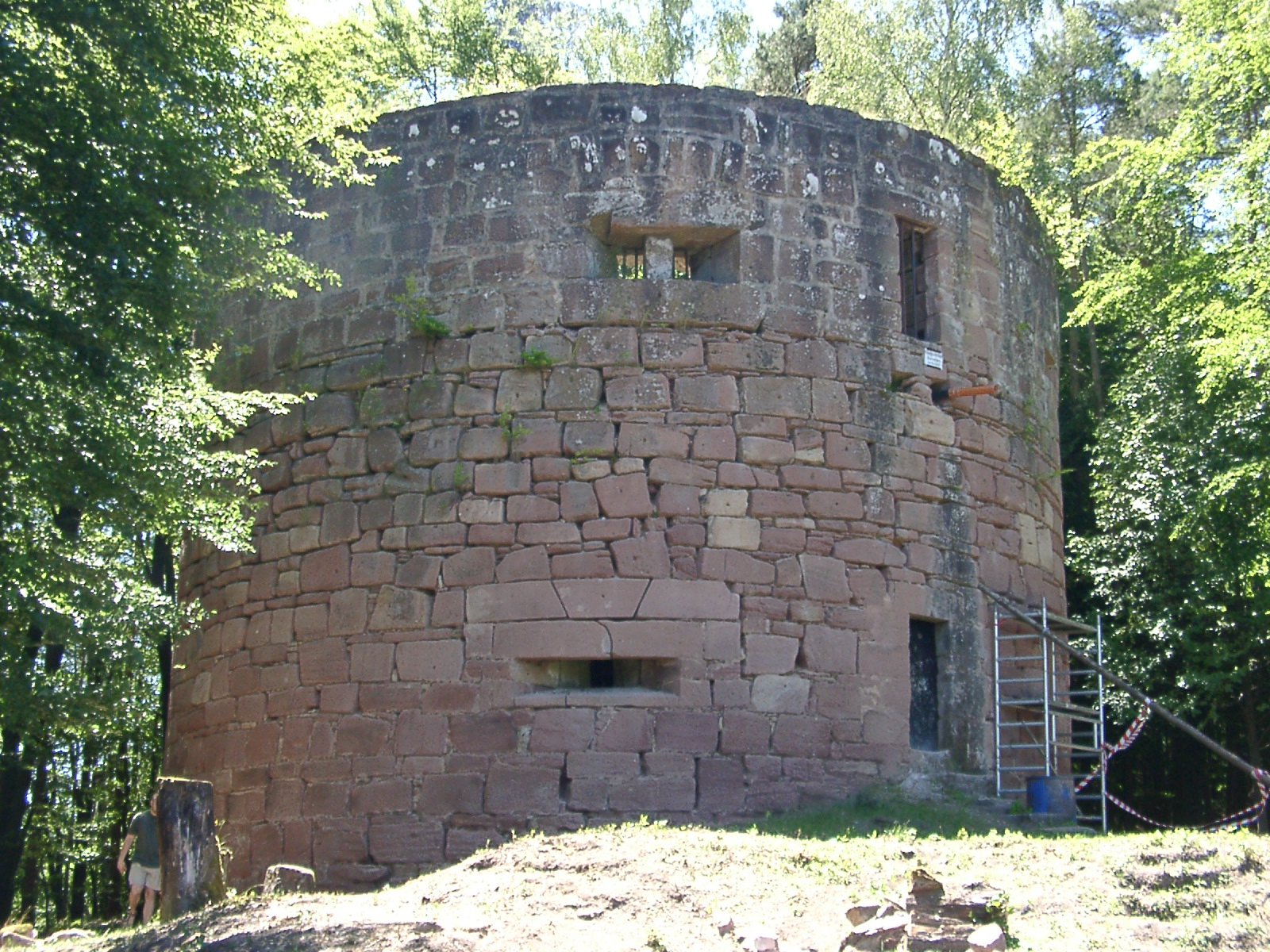
Vorwerk Klein-Frankreich
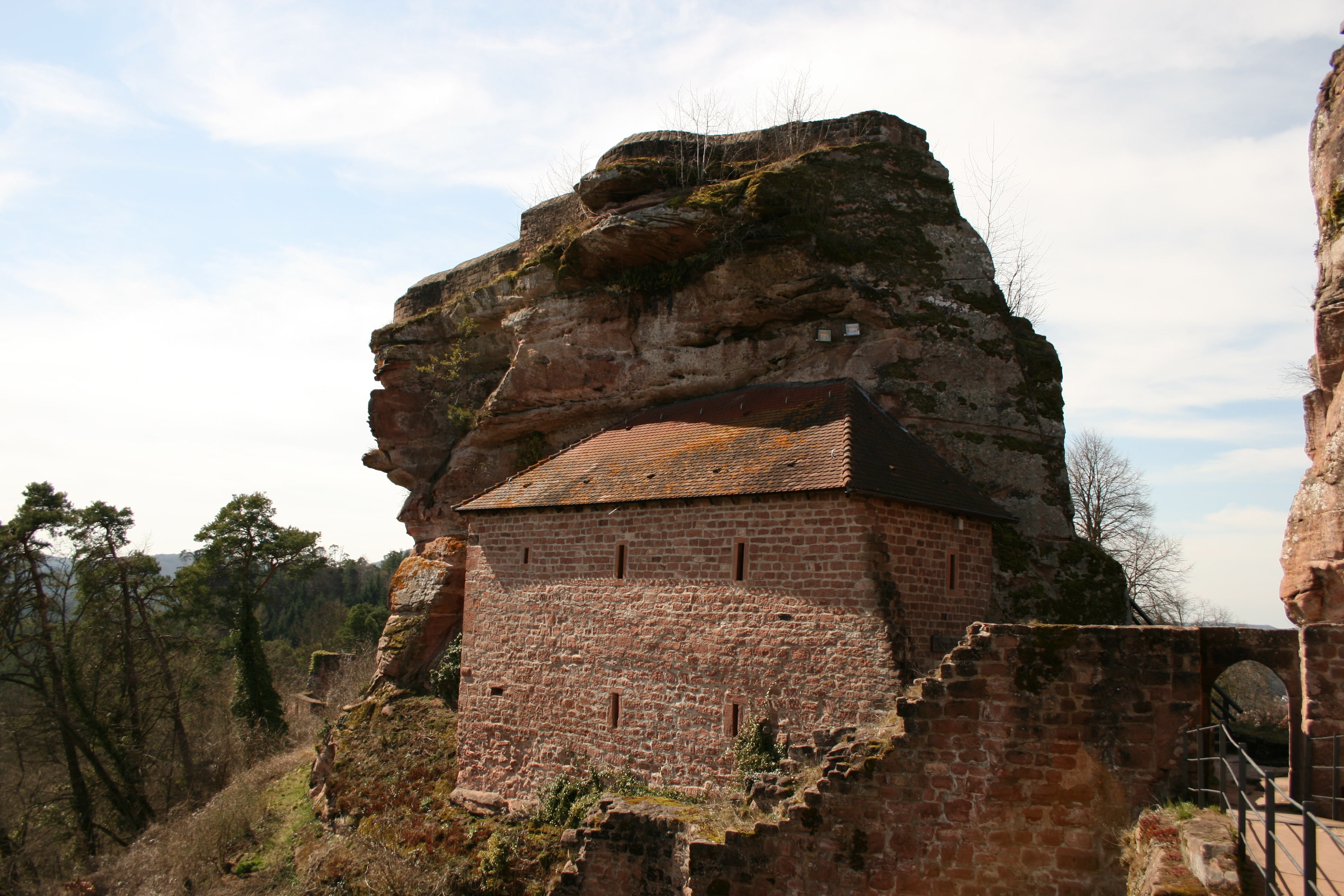
Burg Grafendahn

## Einzelbelege
1. ↑  
von Trotha 1860, S. 121.
2. ↑  
Universitätsbibliothek Heidelberg: Urkunde Lehmann 477 vom 9. November 1546. (Online).

| Personendaten    | Personendaten                            |
| ---------------- | ---------------------------------------- |
| NAME             | Christoph von Trotha                     |
| ALTERNATIVNAMEN  | Christoph von Trott; Christoph von Tratt |
| KURZBESCHREIBUNG | südpfälzischer Adliger                   |
| GEBURTSDATUM     | um 1490                                  |
| GEBURTSORT       | unsicher: Burg Berwartstein              |
| STERBEDATUM      | nach 9. November 1546                    |